# 浄法寺郵便局
浄法寺郵便局（じょうほうじゆうびんきょく）は岩手県二戸市にある郵便局である。民営化前の分類では集配特定郵便局であった。局番号は83029。

## 概要
住所：〒028-6899 岩手県二戸市浄法寺町浄法寺32-2

## 沿革
- 1874年（明治7年）12月16日 - 浄法寺郵便取扱所として開設[1]。
- 1875年（明治8年）1月1日 - 浄法寺郵便局（五等）となる。
- 1885年（明治18年）10月1日 - 貯金取扱を開始。
- 1891年（明治24年）1月16日 - 為替取扱を開始。
- 1970年（昭和45年）8月7日 - 電話交換業務[2]を岩手福岡電報電話局に移管[3]。
- 2007年（平成19年）10月1日 - 民営化に伴い、併設された郵便事業二戸支店浄法寺集配センターに一部業務を移管。
- 2012年（平成24年）10月1日 - 日本郵便株式会社発足に伴い、郵便事業二戸支店浄法寺集配センターを浄法寺郵便局に統合。

## 取扱内容
- 郵便、印紙、ゆうパック、内容証明
- 貯金、為替、振替、振込、国際送金、国債
- 生命保険、バイク自賠責保険
- ゆうちょ銀行ATM - 払込対応
- 二戸市内の一部地域（旧・二戸郡浄法寺町域：〒028-68xx、028-69xx）の集配業務

## 周辺
- 二戸市役所浄法寺総合支所（旧・浄法寺町役場）
- 浄法寺文化交流センター（Jホール）
- 新岩手農業協同組合 浄法寺支所
- 二戸消防署浄法寺分署
- 二戸市立浄法寺小学校
- 安比川

## アクセス
- JRバス東北 浄法寺駅（JR東北新幹線/IGRいわて銀河鉄道線 二戸駅東口より浄法寺行きバスで約35分）下車、徒歩約3分
- 八戸自動車道 浄法寺ICから岩手県道6号二戸五日市線経由南西へ約2km
- 駐車場あり：3台